# گلناز مدرسی قوامی
گلناز مدرسی قوامی (متولد ۲۰ مهر ۱۳۴۵) زبان‌شناس و آواشناس ایرانی و دانشیار دانشگاه علامه طباطبایی است. پژوهش‌های او عمدتاً در زمینه آواشناسی، واج‌شناسی و نظریه بهینگی است.

## زندگی
گلناز مدرسی قوامی در بیستم مهر ۱۳۴۵ (۱۲ اکتبر ۱۹۶۶) در استیت کالج پنسیلوانیا متولد شد.
او پس از پایان تحصیلات متوسطه در دبیرستان ندای آزادی تهران در سال ۱۳۶۴، وارد دانشگاه علامه طباطبایی شد و در سال ۱۳۶۸ با اخذ مدرک کارشناسی مترجمی زبان انگلیسی از این دانشگاه فارغ‌التحصیل گردید. در همان سال وارد دوره کارشناسی ارشد زبان‌شناسی در دانشگاه فردوسی مشهد شد و در سال ۱۳۷۱ با ارائه رساله‌ای تحت عنوان «نگاهی به نظریه ترجمه از دیدگاه زبانشناسی اجتماعی» به راهنمایی نادر جهانگیری این دوره را به پایان برد.
از سال ۱۳۷۰ تا ۱۳۷۴ در مؤسسه مطالعات فرهنگی مشغول به کار بود. در سال ۱۳۷۵ به عنوان دانشجوی دکتری زبان‌شناسی در دانشگاه تگزاس در آستین پذیرفته شد و در سال ۱۳۸۱ با نگارش رساله‌ای به راهنمایی هاروی ساسمن و بیورن لیندبلوم موفق به اخذ مدرک دکترا از آن دانشگاه گردید. از آن زمان تا به حال در دانشگاه علامه طباطبایی به تحقیق و تدریس مشغول است.

## آثار
- آواشناسی: بررسی علمی گفتار، گلناز مدرسی قوامی، تهران: انتشارات سمت، ۱۳۹۰
- فرهنگ توصیفی آواشناسی و واج‌شناسی، گلناز مدرسی قوامی، تهران: انتشارات علمی، ۱۳۹۴
- نظریه بهینگی (مجموعه مقالات)، گلناز مدرسی قوامی (و)، تهران: انجمن زبان‌شناسی ایران، ۱۳۸۹
- واج‌شناسی (مجموعه مقالات نخستین همایش واج‌شناسی)، گلناز مدرسی قوامی (و)، تهران: انجمن زبان‌شناسی ایران، ۱۳۹۴
- آواشناسی فیزیکی: مجموعه مقالات دومین همایش ملی، گلناز مدرسی قوامی (به اهتمام)، ناشر: نویسه پارسی، ۱۳۹۳
- فرمانده شیپورچیان، توماس هاردی، گلناز مدرسی قوامی (مترجم)، تهران: انتشارات فکر روز، ۱۳۷۴[۱۳]